# Coupé-cabrio

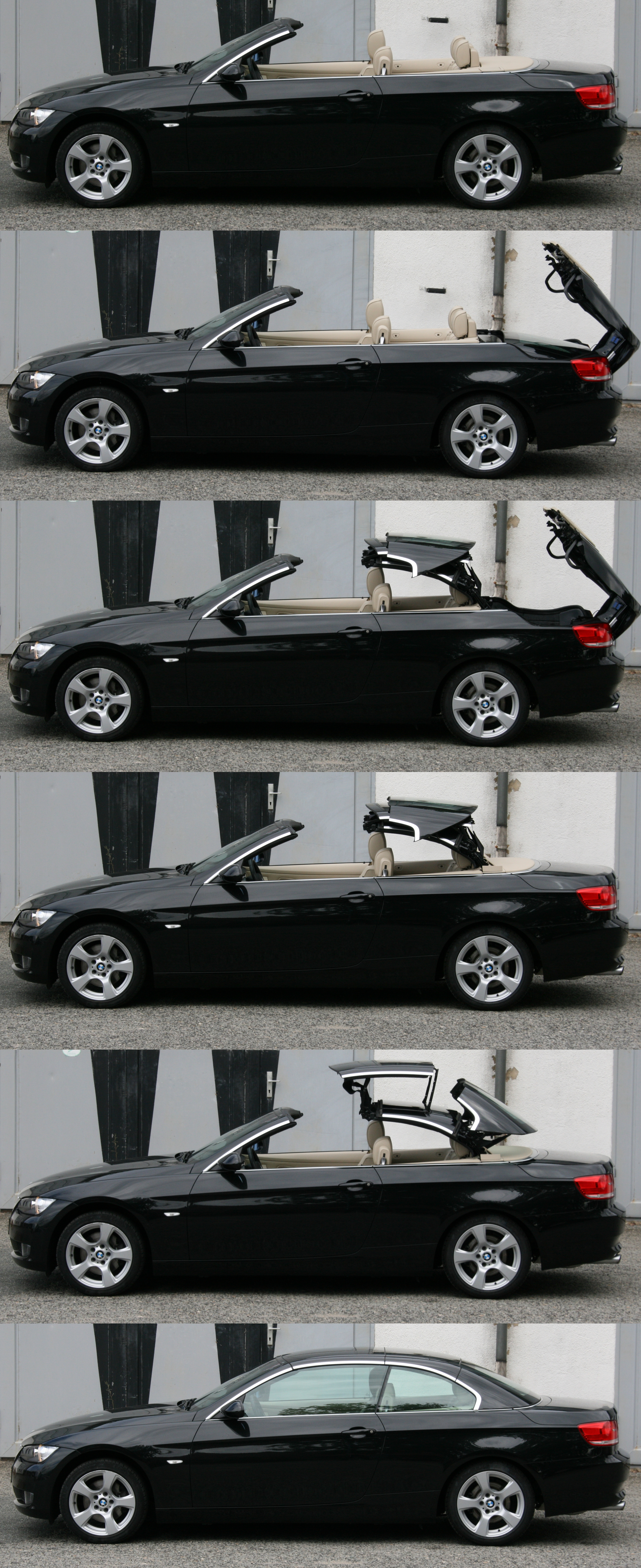
Składanie dachu w BMW 320Ci (E93)

Coupé-cabrio, w skrócie CC – typ nadwozia samochodu osobowego lub sportowego, który łączy cechy kabrioletu z twardym składanym dachem w stylu coupé.
Spopularyzowane w latach 90. XX wieku przez Mercedesa, coupé-kabriolety swój szczyt popularności miały w pierwszej dekadzie XXI wieku, wzbogacając oferty nie tylko marek premium, ale i producentów samochodów popularnych. Skomplikowanie i niszowość konstrukcji wraz z dominacją nadwozi typu crossover doprowadziły do szybkiej marginalizacji coupé-kabrioletów – samochody z takim nadwoziem albo zniknęły całkowicie z ofert producentów, albo powrócili oni do stosowania klasycznych dachów materiałowych.

## Historia

### Początki
Prekursorem koncepcji nadwozia, w którym analogicznie do kabrioletów składa i chowa się twardy dach, był francuski Peugeot. Jako pierwszy zastosował on takie rozwiązanie wobec modelu 402 w odmianie o nazwie Éclipse Décapotable, którego premiera odbyła się w 1935 roku. Kolejny raz takie rozwiązanie zastosowano nieco ponad dekadę później w Stanach Zjednoczonych przez niewielkie przedsiębiorstwo Playboy Motor Car Corporation dla modelu Playboy A48, które z racji niepowodzenia nie było jednak w stanie spopularyzować koncepcji twardego składanego dachu. Trzecią i ostatnią w pierwszej połowie XX wieku próbą zastosowania koncepcji coupé-kabrioletu w seryjnej produkcji było wprowadzenie przez Forda takiego nadwozia wobec swojej flagowej limuzyny Fairlane, której odmiana o nazwie Skyliner produkowana była w latach 1957–1959.

### Popularyzacja
Niszową i pozbawioną sukcesów komercyjnych koncepcję nadwozia otwartego z twardym składanym dachem zredefiniował po długiej, ponad 40-letniej przerwie niemiecki Mercedes-Benz przy okazji prezentacji niewielkiego roadstera SLK w 1996 roku, będąc pionierem na tym polu w czasach współczesnych. Zamiast typowego dla takich nadwozi materiałowego dachu zastosowano dwuczęściowy, twardy dach chowający się w bagażniku pod otwieraną do tyłu klapą. Samochód odniósł duży rynkowy sukces, w ciągu 8 lat produkcji sprzedając się w 311 222 sztukach.
W międzyczasie, jako pierwsi z grona producentów samochodów popularnych taką samą koncepcję składania twardego dachu zaadaptował japoński Nissan oraz francuski Peugeot. W 2000 roku zadebiutowała limitowana Silvia Varietta, z kolei w 2001 roku przedstawiona została odmiana CC modelu 206, która spopularyzowała to nadwozie w Europie na początku XXI wieku i zapoczątkowała falę popularności takich odmian w ofertach obecnych tu kolejnych konkurencyjnych firm. W kolejnych latach zarówno w segmencie B, jak i większym segmencie C odmiany z coupé-cabrio zaoferowały m.in. Renault, Mitsubishi, Nissan, Opel, Ford czy Volkswagen.
Na przełomie pierwszej i drugiej dekady XXI wieku kabriolety oraz roadstery z twardym, składanym dachem zaczęły wzbogacać oferty także marek samochodów sportowych i luksusowych takich jak Lexus, Infiniti czy Ferrari. Jeszcze dalej poszło BMW, które w latach 2006–2008 oferowane generacje modeli Z4 i Seria 3 Cabriolet zastąpiło modelami z twardym składanym dachem zamiast dotychczas stosowanego, materiałowego.

### Schyłek
Coupé-kabriolety w długoterminowej perspektywie okazały się krótkotrwałym trendem, z którego większość producentów wycofała się w pierwszej połowie drugiej dekady XXI wieku. Część z nich, jak Opel, wycofała się z twardego składanego dachu na rzecz powrotu do tradycyjnego dachu miękkiego – zastępując Astrę TwinTop modelem Cascada. Inni producenci samochodów popularnych, z racji niszowego charakteru, skoncentrowali się na samochodach podwyższanych z racji rosnącego popytu na bardziej konwencjonalne i wysokowolumenowe crossovery.
Z przełomem drugiej i trzeciej dekady XXI wieku ze stosowania twardego składanego dachu zaczęły wycofywać się także firmy produkujące samochody drogie i luksusowe: BMW prezentując w 2021 roku drugą generację modelu Seria 4 w odmianie otwartej zastąpiło twardy składany dach miękkim, a w tym samym roku podobnie zrobił Mercedes-Benz wycofując się z takiego rozwiązania wobec nowego modelu SL. W 2022 roku, z klasy samochodów liczącej nieco ponad dekadę wcześniej kilkunastu reprezentantów, jedynym producentem klasycznego coupé-kabrioletu z twardym, dwuczęściowym składanym dachem zostało Ferrari z modelem Portofino.